# 1423
- Wikisource

| Calendário gregoriano                                                        | 1423 MCDXXIII                                          |
| Ab urbe condita                                                              | 2176                                                   |
| Calendário arménio                                                           | 872 – 873                                              |
| Calendário bahá'í                                                            | -421 – -420                                            |
| Calendário budista                                                           | 1967                                                   |
| Calendário chinês                                                            | 4119 – 4120 Início a 11 de fevereiro (aproximadamente) |
| Calendário copta                                                             | 1139 – 1140                                            |
| Calendário etíope                                                            | 1415 – 1416                                            |
| Calendários hindus - Vikram Samvat - Calendário nacional indiano - Cáli Iuga | 1478 – 1479 1344 – 1345 4523 – 4524                    |
| Calendário Holoceno                                                          | 11423                                                  |
| Calendário islâmico                                                          | 826 – 827                                              |
| Calendário judaico                                                           | 5183 – 5184                                            |
| Calendário persa                                                             | 801 – 802                                              |
| Calendário rúnico                                                            | 1673                                                   |
| Calendário solar tailandês                                                   | 1966                                                   |

1423 (MCDXXIII, na numeração romana) foi um ano comum do século XV do Calendário Juliano, da Era de Cristo, a sua letra dominical foi C (52 semanas), teve início a uma sexta-feira e terminou também a uma sexta-feira.
| Ano completo                       |
| ---------------------------------- |
| Ano comum com início à sexta-feira |

## Eventos

### Espanha
- 8 de setembro — Os três burgos de Pamplona são unificados pelo Privilégio da União por Carlos III de Navarra.

### Portugal
- D. Nuno Álvares Pereira retira-se para a vida monástica.
- D. João I de Portugal ordena a ampliação e reforço do castelo de Palmela.
- D. Álvaro Vaz de Almada assume as funções de Capitão-Mor do Mar.

## Nascimentos
- Luís XI, rei da França (m. 1483).

## Mortes
- Antipapa Bento XIII, a 23 de maio.